# Guyra
Guyra är en ort i Australien. Den ligger i kommunen Armidale Regional och delstaten New South Wales, i den sydöstra delen av landet, omkring 410 kilometer norr om delstatshuvudstaden Sydney. Antalet invånare är 1 990.
Trakten runt Guyra är nära nog obefolkad, med mindre än två invånare per kvadratkilometer.. Det finns inga andra samhällen i närheten. 
Trakten runt Guyra består i huvudsak av gräsmarker. Genomsnittlig årsnederbörd är 1 000 millimeter. Den regnigaste månaden är januari, med i genomsnitt 167 mm nederbörd, och den torraste är oktober, med 27 mm nederbörd.